# Габріель Меркадо
Габріель Меркадо (ісп. Gabriel Mercado, нар. 18 березня 1987, Пуерто-Мадрин) — аргентинський футболіст, захисник клубу «Інтернасьйонал».
Виступав, зокрема, за клуби «Расинг» (Авельянеда), «Естудьянтес» та «Рівер Плейт», а також національну збірну Аргентини.
Чемпіон Аргентини. Володар Кубка Лібертадорес.

## Клубна кар'єра
Народився 18 березня 1987 року в місті Пуерто-Мадрин. Вихованець футбольної школи клубу «Расинг» (Авельянеда). Дорослу футбольну кар'єру розпочав 2006 року в основній команді того ж клубу, в якій провів чотири сезони, взявши участь у 93 матчах чемпіонату.  Більшість часу, проведеного у складі «Расинга», був основним гравцем захисту команди.
Своєю грою за цю команду привернув увагу представників тренерського штабу клубу «Естудьянтес», до складу якого приєднався 2010 року. Відіграв за команду з Ла-Плати наступні два сезони своєї ігрової кар'єри. Граючи у складі «Естудьянтес» також здебільшого виходив на поле в основному складі команди.
До складу клубу «Рівер Плейт» приєднався 2012 року. Відтоді встиг відіграти за команду з Буенос-Айреса 97 матчів в національному чемпіонаті.
4 серпня 2016 перейшов до іспанської «Севільї». Перший гол у складі нової команди забив у севільському дербі 20 вересня 2016 в ворота «Реал Бетіс».
11 червня 2019 Меркадо уклав контракт з катарським клубом «Ар-Райян».
5 липня 2021 року уклав угоду з командою «Інтернасьйонал».

## Виступи за збірні
2007 року залучався до складу молодіжної збірної Аргентини. На молодіжному рівні зіграв у 11 офіційних матчах.
2010 року дебютував в офіційних матчах у складі національної збірної Аргентини. Провів у формі головної команди країни 25 матчів, забивши 4 голи.
У складі збірної був учасником розіграшу Кубка Америки 2016 року у США, де разом з командою здобув «срібло», повністю відіграв на континентальній першості шість із семи матчів своєї команди.
За два роки, у травні 2018 року був включений до заявки збірної на тогорічний чемпіонат світу в Росії. 30 червня відзначився голом у воротах збірної Франції в 1/8 фіналу, аргентинці поступились 3–4.

## Статистика виступів

### Статистика клубних виступів
| Сезон                        | Команда                      | Чемпіонат                    | Чемпіонат | Чемпіонат | Національний кубок | Національний кубок | Національний кубок | Континентальні кубки | Континентальні кубки | Континентальні кубки | Інші змагання | Інші змагання | Інші змагання | Усього | Усього |
| Сезон                        | Команда                      | Ліга                         | Ігор      | Голів     | Ліга               | Ігор               | Голів              | Ліга                 | Ігор                 | Голів                | Ліга          | Ігор          | Голів         | Ігор   | Голів  |
| ---------------------------- | ---------------------------- | ---------------------------- | --------- | --------- | ------------------ | ------------------ | ------------------ | -------------------- | -------------------- | -------------------- | ------------- | ------------- | ------------- | ------ | ------ |
| 2006–07                      | «Расинг» (Авельянеда)        | ПД                           | 7         | 0         | -                  | -                  | -                  | -                    | -                    | -                    | -             | -             | -             | 3      | 0      |
| 2007–08                      | «Расинг» (Авельянеда)        | ПД                           | 24        | 0         | -                  | -                  | -                  | -                    | -                    | -                    | -             | -             | -             | 24     | 0      |
| 2008–09                      | «Расинг» (Авельянеда)        | ПД                           | 28        | 0         | -                  | -                  | -                  | -                    | -                    | -                    | -             | -             | -             | 28     | 0      |
| 2009–10                      | «Расинг» (Авельянеда)        | ПД                           | 34        | 1         | -                  | -                  | -                  | -                    | -                    | -                    | -             | -             | -             | 34     | 1      |
| Усього «Расинг» (Авельянеда) | Усього «Расинг» (Авельянеда) | Усього «Расинг» (Авельянеда) | 93        | 1         |                    | -                  | -                  |                      | -                    | -                    |               | -             | -             | 93     | 1      |
| 2010–11                      | «Естудьянтес»                | ПД                           | 33        | 6         | -                  | -                  | -                  | КЛ+КП+РПД            | 6+0+2                | 0                    | -             | -             | -             | 41     | 6      |
| 2011–12                      | «Естудьянтес»                | ПД                           | 33        | 4         | КА                 | 0                  | 0                  | КП                   | 2                    | 0                    | -             | -             | -             | 35     | 4      |
| Усього «Естудьянтес»         | Усього «Естудьянтес»         | Усього «Естудьянтес»         | 66        | 10        |                    | -                  | -                  |                      | 10                   | 0                    |               | -             | -             | 76     | 10     |
| 2012–13                      | «Рівер Плейт»                | ПД                           | 32        | 0         | КА                 | 1                  | 0                  | -                    | -                    | -                    | -             | -             | -             | 33     | 0      |
| 2013–14                      | «Рівер Плейт»                | ПД                           | 29        | 4         | КА                 | 2                  | 0                  | КП                   | 4                    | 0                    | -             | -             | -             | 35     | 4      |
| 2014–15                      | «Рівер Плейт»                | ПД                           | 27        | 1         | КА                 | 1                  | 0                  | КЛ+КП+КСБ            | 9+9+1                | 2+2+1                | -             | -             | -             | 47     | 6      |
| 2015–16                      | «Рівер Плейт»                | ПД                           | 10        | 0         | КА                 | 1                  | 1                  | КЛ+ПК+КЧС+КБС        | 8+6+2+1              | 0+0+0+1              | -             | -             | -             | 28     | 2      |
| Усього за «Рівер Плейт»      | Усього за «Рівер Плейт»      | Усього за «Рівер Плейт»      | 99        | 5         |                    | 4                  | 1                  |                      | 42                   | 5                    |               | -             | -             | 145    | 11     |
| 2016–17                      | «Севілья»                    | ПД                           | 29        | 3         | КІ                 | 2                  | 0                  | ЛЧ                   | 7                    | 0                    | СУ+СІ         | 0+2           | 0             | 40     | 3      |
| 2017–18                      | «Севілья»                    | ПД                           | 26        | 0         | КІ                 | 8                  | 0                  | ЛЧ                   | 9                    | 0                    | -             | -             | -             | 43     | 0      |
| 2018–19                      | «Севілья»                    | ПД                           | 22        | 2         | КІ                 | 4                  | 0                  | ЛЄ                   | 6                    | 1                    | СІ            | 1             | 0             | 33     | 3      |
| Усього за «Севілью»          | Усього за «Севілью»          | Усього за «Севілью»          | 77        | 5         |                    | 14                 | 0                  |                      | 22                   | 1                    |               | 3             | 0             | 116    | 6      |
| 2019–20                      | «Ар-Райян»                   | ЧК                           | 20        | 3         | КК                 | 3                  | 1                  | ЛЧ АФК               | 1                    | 0                    | -             | -             | -             | 25     | 4      |
| 2020–21                      | «Ар-Райян»                   | ЧК                           | 20        | 1         | КК                 | 8                  | 0                  | -                    | -                    | -                    | -             | -             | -             | 28     | 1      |
| Усього за «Ар-Райян»         | Усього за «Ар-Райян»         | Усього за «Ар-Райян»         | 40        | 4         |                    | 11                 | 1                  |                      | 1                    | 0                    |               | 1             | 0             | 53     | 5      |
| 2021                         | «Інтернасьйонал»             | A                            | 12        | 1         | КБ                 | 0                  | 0                  | -                    | -                    | -                    | -             | -             | -             | 12     | 1      |
| 2022                         | «Інтернасьйонал»             | ЛГ+A                         | 3+26      | 0+0       | КБ                 | 0                  | 0                  | ПК                   | 8                    | 0                    | -             | -             | -             | 37     | 0      |
| 2023                         | «Інтернасьйонал»             | ЛГ+A                         | 6+26      | 0+0       | КБ                 | 2                  | 0                  | КЛ                   | 11                   | 3                    | -             | -             | -             | 45     | 3      |
| Усього за «Інтернасьйонал»   | Усього за «Інтернасьйонал»   | Усього за «Інтернасьйонал»   | 9+64      | 1         |                    | 2                  | 0                  |                      | 19                   | 3                    |               | -             | -             | 94     | 4      |
| Усього за кар'єру            | Усього за кар'єру            | Усього за кар'єру            | 452       | 26        |                    | 31                 | 2                  |                      | 97                   | 9                    |               | 4             | 0             | 584    | 37     |

### Статистика виступів за збірну
| Дата       | Місто           | Господарі | Результат | Гості     | Турнір                          | Голи | Примітки |
| ---------- | --------------- | --------- | --------- | --------- | ------------------------------- | ---- | -------- |
| 10-02-2010 | Ла-Плата        | Аргентина | 2 – 1     | Ямайка    | товариський матч                | -    | 58' 88'  |
| 17-11-2015 | Барранкілья     | Колумбія  | 0 – 1     | Аргентина | Відбір до ЧС 2018               | -    | 79'      |
| 24-03-2016 | Сантьяго        | Чилі      | 1 – 2     | Аргентина | Відбір до ЧС 2018               | 1    |          |
| 29-03-2016 | Кордова         | Аргентина | 2 – 0     | Болівія   | Відбір до ЧС 2018               | 1    |          |
| 27-05-2016 | Сан-Хуан        | Аргентина | 1 – 0     | Гондурас  | товариський матч                | -    | 77'      |
| 06-06-2016 | Санта-Клара     | Аргентина | 2 – 1     | Чилі      | Копа Америка 2016 - 1-й етап    | -    |          |
| 10-06-2016 | Чикаго          | Аргентина | 5 – 0     | Панама    | Копа Америка 2016 - 1-й етап    | -    |          |
| 18-06-2016 | Фоксборо        | Аргентина | 4 – 1     | Венесуела | Копа Америка 2016 - Чвертьфінал | -    |          |
| 21-06-2016 | Х'юстон         | США       | 0 – 4     | Аргентина | Копа Америка 2016 - Півфінал    | -    |          |
| 26-06-2016 | Іст-Рутерфорд   | Аргентина | 0 – 0     | Чилі      | Копа Америка 2016 - Фінал       | -    |          |
| 11-10-2016 | Кордова         | Аргентина | 0 – 1     | Парагвай  | Відбір до ЧС 2018               | -    |          |
| 15-11-2016 | Сан-Хуан        | Аргентина | 3 – 0     | Колумбія  | Відбір до ЧС 2018               | -    | 29'      |
| 23-03-2017 | Буенос-Айрес    | Аргентина | 1 – 0     | Чилі      | Відбір до ЧС 2018               | -    | 77'      |
| 9-6-2017   | Мельбурн        | Бразилія  | 0 – 1     | Аргентина | товариський матч                | 1    | 75'      |
| 31-8-2017  | Монтевідео      | Уругвай   | 0 – 0     | Аргентина | Відбір до ЧС 2018               | -    | 50'      |
| 5-10-2017  | Буенос-Айрес    | Аргентина | 0 – 0     | Перу      | Відбір до ЧС 2018               | -    |          |
| 10-10-2017 | Кіто            | Еквадор   | 1 – 3     | Аргентина | Відбір до ЧС 2018               | -    |          |
| 23-3-2018  | Манчестер       | Аргентина | 2 – 0     | Італія    | товариський матч                | -    | 89'      |
| 27-3-2018  | Мадрид          | Іспанія   | 6 – 1     | Аргентина | товариський матч                | -    | 62'      |
| 21-6-2018  | Нижній Новгород | Аргентина | 0 – 3     | Хорватія  | ЧС 2018 - 1º етап               | -    | 53'      |
| 26-6-2018  | Санкт-Петербург | Нігерія   | 1 – 2     | Аргентина | ЧС 2018 - 1º етап               | -    |          |
| 30-6-2018  | Казань          | Франція   | 4 – 3     | Аргентина | ЧС 2018 - Чвертьфінал           | 1    |          |
| 21-11-2018 | Мендоса         | Аргентина | 2 – 0     | Мексика   | товариський матч                | -    |          |
| 22-3-2019  | Мадрид          | Аргентина | 1 – 3     | Венесуела | товариський матч                | -    | 46'      |
| Усього     |                 | Матчів    | 24        |           | Голів                           | 4    |          |

## Титули і досягнення
- Чемпіон Аргентини (1):

«Естудьянтес»:  Апертура 2010
«Рівер Плейт»:  2013-14
- Володар Південноамериканського кубка (1):

«Рівер Плейт»: 2014
- Володар Кубка Лібертадорес (1):

«Рівер Плейт»: 2015
- Володар Рекопи Південної Америки (1):

«Рівер Плейт»: 2015
- Володар Кубка банку Суруга (1):

«Рівер Плейт»: 2015
Збірні
- Чемпіон світу (U-20): 2007
- Срібний призер Кубка Америки: 2016
- Переможець Суперкласіко де лас Амерікас: 2017